# Équitation italienne de la Renaissance
 (avril 2023).
L'équitation italienne de la Renaissance est à l'origine de l'équitation européenne de la Renaissance et de l'équitation classique. Sous l'influence des écuyers italiens, les pratiques équestres sont bouleversées en profondeur, pour donner naissance à l'équitation moderne. Une des marques de cette prédominance est l'importance des termes d'origine italienne dans le vocabulaire équestre, comme passage qui vient de passeggio ou volte qui est une expression italienne, comme le souligna Salomon de La Broue, qui travailla six années à Naples avec Gianbatista Pignatelli, dans son ouvrage Des préceptes du Cavalerice françois.

## Historique

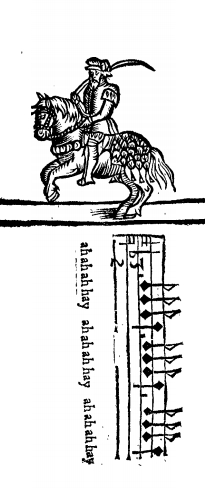
Gravure de La manière de bien emboucher, manier et ferrer les chevaux (ed. 1564). Le port d'une plume à la place de la gaule symbolise la légèreté aux aides et des notations musicales permettent de restituer la notion de cadence dans les mouvements du cheval

Dès l'époque classique, les colonies grecques installées au sud de l'Italie, notamment en Sicile et dans la région de Naples, sont connues pour la qualité des chevaux qui y sont montés et attelés. La tradition de l'élevage dans le sud de l'Italie date de l'époque romaine quand Rome se fournissait en remonte dans la fertile Campanie, le Molise et les Pouilles. Les Romains introduisent massivement du « sang étranger » pour améliorer les races locales. Les apports étrangers continuèrent avec les invasions barbares, la conquête des Normands et l'importation de chevaux d'Orient par les armées rentrant des croisades.
Le royaume de Naples, carrefour de plusieurs traditions, passé sous le contrôle des Byzantins après la chute de l'Empire romain d'Occident, conserva cet héritage de la Grèce antique. Avec la multiplication des échanges commerciaux, les races locales s'améliorèrent, notamment avec le passage des armées de croisés revenant par mer de la Palestine et du Liban. Ils en ramenèrent aussi des techniques de monte et de chasse empruntées au monde arabe.
La pratique de la chasse amena l'élevage des chevaux à s’accroître, notamment sous l'influence de l'empereur Frédéric II de Hohenstaufen, roi de Naples et de Sicile (1194-1250). Celui-ci écrivit le premier traité connu de fauconnerie. Disciple de l'école de Salerne, il participa avec son écuyer Jourdanus Ruffus à l'écriture d'un traité de soins aux chevaux. Son règne correspond à une période de prospérité économique pendant laquelle dans la Capitanata, au nord des Pouilles, la quantité et la qualité des chevaux connurent un véritable essor à la suite d'interventions clairvoyantes et systématiques de l'empereur au début du XIIIe siècle. Des fermes royales furent implantées dans les plaines et zones humides du nord-est des Pouilles, à partir des souches provenant de l'héritage équin des colonies arabes de Sicile. À la Renaissance, le cheval n'est pas seulement une arme de guerre ou un moyen de transport, il devient une nouvelle forme d'expression artistique fondée sur la grâce et l'élégance de l'animal. La nécessité de monter à cheval se transforme en art équestre.
Pendant la domination espagnole et aragonaise, les razze, les haras, des Pouilles et de Calabre étaient dirigés directement par l'administration royale à travers une structure qui les gérait au niveau technique et économique. Celle-ci, qui possédait sa propre juridiction, était placée sous la responsabilité du Premier Cavalier du Royaume, poste honorifique donné à un noble de haut rang, les fonctions réelles étant exercées par le lieutenant. Chacun des deux grands haras avait des pâtures, des écuries ainsi qu'une équipe de gardiens et de spécialistes chargée d'assurer la sécurité, la santé et les soins aux animaux, placée sous la responsabilité d'un gouverneur désigné par le Vice-roi qui avait des pouvoirs judiciaires étendus.
L'équitation qui s'était toujours transmise oralement passe dans le domaine de l'écrit. Elle se rationalise pour devenir un art véritable au XVIe siècle. Le jeune noble apprend à monter dans les manèges et les académies sous la direction de maîtres célèbres. Ces derniers transmettent leurs savoirs et leur art à travers des documents écrits.
Les chevaux élevés dans la péninsule bénéficient d'une très bonne réputation et rivalisent avec les chevaux ibériques dans les écuries des princes et des rois.
Les jeunes nobles viennent de l'Europe entière en Italie pour y apprendre le métier des armes et les usages de cour, bien que le voyage soit long, coûteux et parfois dangereux. La pratique de l'équitation devient alors le principe organisateur de l'institution académique italienne. C'est, dans les villes de Naples et de Ferrare, qu'apparurent les premières académies équestres de renom. Gianbatista Pignatelli, élève de Cesare Fiaschi, issu d'une noble famille napolitaine, fonde une académie à Naples. Sa notoriété est telle qu'on y vient de l'Europe entière. Il eut comme élèves les écuyers français Salomon de La Broue et Antoine de Pluvinel.
Au XVIIe siècle, l'école d'équitation italienne subit la concurrence des écoles française et allemande qui sont fortement encouragées par leurs monarques pour des raisons de prestige culturel. Elle continuera toutefois à produire des travaux de grand intérêt.

## Naissance de l'art équestre à Naples

### Origines byzantines
Le développement de l'art équestre à Naples découlerait d'une influence byzantine. Vers 1134, des cavaliers venus de l'hippodrome de Constantinople, auraient fondé une école d'équitation dans la ville. Il est établi qu'à la chute de Constantinople en 1453, plusieurs cavaliers byzantins arrivent à Naples où ils enseignent leur art.

### Période Angevine
Les Angevins qui occupent Naples au XIIIe siècle, attachent une importance particulière à l'élevage équin. Charles d'Anjou ordonne que les éleveurs séparent les plus belles juments et les meilleurs étalons des autres chevaux afin que leur progéniture, remarquable par sa noblesse et sa beauté, soit réservée aux princes et aux grands du royaume. À partir du XVe siècle, de nouveaux spectacles équestres voient le jour en plus des tournois qui ont perduré pendant tout le Moyen Âge. Boccace mentionne les somptueuses fêtes équestres organisées à tout propos, que ce soit pour les naissances, mariages, fiançailles des princes, les fêtes religieuses ou encore les visites de personnages illustres.

### Période Aragonaise
Une grande fête a lieu le 26 février 1443 pour célébrer le triomphe d'Alphonse Ve qui devient roi de Naples. La procession débute à la porte du Marché où un arc de triomphe est érigé pour se terminer au Castel Nuovo. En 1452, pour la visite de l'empereur Frédéric III qui vient en Italie pour se faire couronner par le pape Nicolas V et se marier avec Aliénor de Portugal, les fêtes, qui durent dix jours, incluent des joutes et des ballets équestres qui se déroulent dans un amphithéâtre en bois spécialement construit dans le château royal. Une chronique anonyme intitulée Come lo imperatore Feredico entro in Napoli décrit le rôle majeur des cavaliers et des jeux équestres lors de cette célébration. Les jeux équestres sont précédés par « la plus belle des cavalcades de 400 coursiers préparés et entraînés à tout, jusqu'à l'exercice le plus rapide », suivis par 400 autres chevaux, berbères, turcs, grecques et genets, eux-mêmes suivis par 200 chevaux provenant des écuries d'Alphonse Ve, dont les juments et les étalons espagnols d'une rare beauté. Cette chronique rapporte « qu' Alphonse Ve est connu pour avoir la meilleure armée et les plus élégants cavaliers de l'époque, sans aucune comparaison possible avec les autres rois d'Italie », et que « son fils Ferdinand aimet tellement ses coursiers que lorsqu'il ne peut les monter, il passe des heures à les regarder depuis les fenêtres du palais royal ».
Sous les règnes de Ferdinand I et d'Alphonse II, respectivement fils et petit-fils d'Alphonse Ve, Naples devient le centre de la culture équestre, où les joutes et les parades accompagnent chaque célébration civile ou religieuse. la famille royale participe aux cavalcades à travers les rues de la ville et montre une véritable affectation envers ses fameux coursiers. La passion de Ferdinand 1er pour les chevaux est telle qu'il fait frapper en 1472 une pièce de cuivre pour le royaume de Naples et de Sicile appelée Cavallo (« cheval »). Le portrait du roi figure sur l'avers et sur le revers, un cheval marchant en élevant l'antérieur droit.
La joute équestre à laquelle participent Alphonse V et son fils Ferdinand sur la Piazza dell'Immacolata lors des fêtes de 1452 est une joute d'origine ibérique nommée Jogo de la Tavolata lors de laquelle les cavaliers doivent frapper une planche avec une lance ou un javelot. Le Jugo de Cannas en est une variante dans laquelle les joueurs sont divisés en équipes qui se battent avec des lances émoussées, les équipes se poursuivant en lançant des roseaux avec des pointes collantes qui se fichent sur l'armure adverse, ou en lançant de petites boules d'argile. Ces deux jeux équestres introduits en Italie par Alphonse V font l'objet de diverses transformations et deviennent très populaires.
La passion des Aragonais pour l'équitation napolitaine est évoquée par Pasquale Caracciolo dans son traité La gloria del Cavallo publié en 1566. Federico Grisone souligne l'importance qu'attachent les Aragonais à leur cavalerie ainsi que la splendeur de leurs haras.

### Vice-royauté espagnole

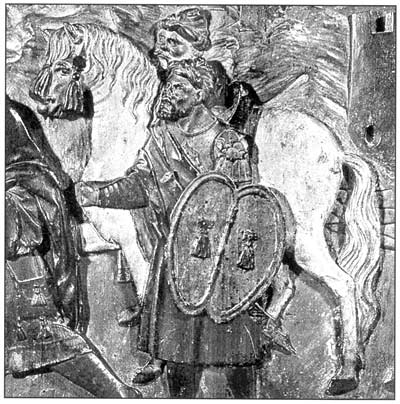
Genêt d'Espagne classique, concurrent du cheval napolitain d'après une reproduction contemporaine de la prise de Grenade en 1492.

Au XVIe siècle se développent les ballets et les jeux équestres. Les tournois y sont remplacés par des simulacres de combats et de batailles. Les joutes perduraient mais sont plus contrôlées. C'est dans ce contexte qu'un nouvel art équestre se développe, entièrement orienté vers la beauté du geste. Les techniques employées ont pour but d'aboutir à la perfection de l'effet esthétique. Les seigneurs de haut rang ne se référent plus qu'à la haute école qui devient partie intégrante du quotidien, les promenades en ville sont l'occasion pour les aristocrates de montrer leurs talents de cavaliers. Elles obéissent à des règles bien précises. Les cavaliers doivent chevaucher par deux au « botte à botte », seuls les princes peuvent précéder leur accompagnateur ou chevaucher seuls. Les cavaliers peuvent exécuter en solo des sauts d'école en l'honneur d'une dame, mais uniquement face à elle, après l'avoir saluée en ôtant le chapeau. Celui qui poursuit les exercices après le départ de la dame se ridiculise.
Une cavalcade remarquable a lieu en 1559 pour la visite de François de Guise, Grand Prieur de l'Ordre de Malte et Général français des galères, accompagné par son frère le Cardinal de Guise. Ils sont reçus avec tous les honneurs par le vice-roi Pedro Afán de Ribera. Une multitude de nobles espagnols et napolitains les accueillent au port où le vice-roi dépêche pour les recevoir de nombreux chevaux Napolitains, Berbères, Espagnols et d'autres races, tous plus beaux les uns que les autres, avec leurs caparaçons richement décorés d'or et d'argent. Le Grand Prieur monte un superbe cheval espagnol dont le vice-roi lui fait cadeau. Sur le chemin du palais, il montre ses qualités équestres en exécutant une série de courbettes qui fait l'admiration des présents. Brantôme qui rapporte la scène écrit « qu'il n'a jamais vu une cité aussi riche et avec autant de chevaux superbes et d'attelages splendides ».
Les Espagnols importent à Naples l'équitation « à la genêt » et le genêt d'Espagne concurrent du cheval napolitain. À cette époque, en Espagne et au Portugal, l'aristocratie pratique déjà dans les tournois des combats contre le taureau, corridas de toros, nécessitant une équitation basée sur la vélocité et la maniabilité du cheval. Pierre Alvarez de Tolède, grand amateur de corridas auxquelles il participe en personne les encourage. À l'époque elles se répandent dans tout l'Italie. L'une d'entre-elles se déroule à Florence en 1584 sur la place Santa Croce lors de la visite du prince Vincent Gonzague, héritier du trône de Mantoue. Maria Bellonci raconte la passion des Borgia pour les taureaux et mentionne un combat du Duc de Valentinois, César Borgia, lors des fêtes de nouvel an 1502 sur la place Place Saint-Pierre de Rome.

## Mouvement naturaliste
La redécouverte de Platon et des atomistes présocratiques est à l'origine du mouvement naturaliste qui prend forme dans les cours italiennes de la Renaissance. Deux écrits de Xénophon sur l'équitation sont redécouverts, aboutissant à une nouvelle vision du rapport entre l'homme et le cheval. Des intellectuels s'opposent dès lors à l'anthropocentrisme et portent leur attention sur la nature et le monde animal. Les plus fameux protagonistes dans ce débat sont Ferdinand d'Aragon, roi de Naples, et les humanistes Giovanni Corte de Pavie et Baldassare Castiglione qui étudient le cheval et son utilisation. Ils considèrent que le dressage doit prendre en considération, non seulement la structure morphologique de l'animal, mais aussi son caractère .
Ferdinand d'Aragon considère que chaque cheval ne peut s'accorder qu'à un seul cavalier qui doit avoir des caractéristiques physiques et psychologiques appropriées à l'animal.
L'intérêt pour le cheval ne se limite pas à son entrainement pour la guerre ou les joutes, carrousels et tournois, mais s'étend à la sélection de la race et les divertissements.

## Cheval et éducation
Naître noble ne suffit pas pour faire un gentilhomme. Les humanistes préconisent de suivre un cursus pédagogique, dont l'équitation fait partie intégrante, et qui inclut la pratique des armes et la connaissance des lettres et des arts. L'aboutissement de ces préconisations est finalisé par la création des académies d'équitation qui permet, en plus de l'art équestre, d'acquérir des connaissances et des compétences dans les domaines des humanités, de la musique, des mathématiques et du dessin. Les jeunes nobles de tout le continent européen commencent à voyager pour bénéficier des meilleurs enseignants. Ils sont particulièrement nombreux à se rendre in Italie, attirés par la réputation des écuyers, des artistes et des écrivains qui y résident.
Le Grand Tour, voyage éducatif qui est pendant quatre siècles un des moments majeur de l'éducation des jeunes aristocrates européens, commence à se développer du fait notamment du désir des jeunes nobles de se perfectionner dans l'art équestre.
Tout comme au Moyen Âge, les enfants de l'aristocratie sont initiés aux arts de la chevalerie dès leur prime jeunesse. Ainsi Paolo Giordano Orsini (1541-1585), duc de Bracciano, alors qu'il n'a pas encore deux ans, reçoit comme cadeau de sa mère, Francesca Sforza, un poney noir qui coûte pas moins que 13 scudi d'or et qui n'est que le premier d'une longue liste.
Dès le règne d'Alphonse V d'Aragon, la capitale du royaume attire les jeunes nobles qui, comme Hercule et Sigismond d'Este, veulent apprendre l'art équestre des écuyers napolitains. Tous les monarques envoient alors leurs fils et leurs meilleurs écuyers à Naples pour se perfectionner dans ce nouvel art équestre.

## Traités d'équitation
À partir de la fin du XVe siècle, le succès de l'imprimerie contribue largement à la diffusion de la culture équestre. Jusqu'alors les connaissances se transmettent uniquement par oral, entre maître et élève, certains d'entre eux étant encore analphabètes.
Huit traités sont publiés en Italie au XVIe siècle. Quatre d'entre eux sont écrits par des auteurs des régions du sud de la péninsule, attestant de la propagation et du prestige atteint par la culture équestre dans le royaume de Naples. Si ces ouvrages sont tous différents, ils présentent les mêmes principes techniques, ils présentent tous, plus ou moins, les mêmes exercices, comme la pesade et la façon d'exécuter la passade, ainsi que les mêmes sauts d'école comme la courbette ou la cabriole, témoignant de la grande homogénéité des pratiques équestre de l'époque. Ces traités sont à l'origine d'un nouveau genre littéraire et fixent les règles de l'équitation académique.
Le texte en grec du traité de Xénophon De l'équitation est imprimé à Florence dès 1516 par Filippo Giunta. Evangelista Ortense, intendant du duc de Mantoue, est le premier à le traduire en italien. Cet ouvrage est publié sous le titre Il modo di cavalcare à Venise en 1580 par d'éditeur Franco Ziletti et est dédié à Vincent Ier de Mantoue. En 1588, Marc-Antonio Gandini édite la traduction de toutes les œuvres de celui qui est considéré comme le « père de l'équitation ».
Le précurseur de la culture équestre en Italie est Leon Battista Alberti (1404-1472), humaniste, architecte et homme de lettres, qui écrit en latin un court ouvrage, De equo animante, dédié à Lionel d'Este, marquis de Ferrare. Cet ouvrage est traduit en italien en 1989 sous le titre Il cavallo (« Le cheval »), et en français en 1999 par Jean-Yves Boriaud sous le titre Le cheval vivant.
En 1549, Michel-Angelo Biondo, médecin vivant à Venise, édite à compte d'auteur un petit ouvrage intitulé Della domatione del poledro. Entre 1540 et 1550, il publie plusieurs ouvrages traitant principalement de médecine et de chasse. Il est influencé par Pierre de Crescens, Ruffo, Rusius et par les agronomes de l'Antiquité grecque et latine.
En 1550, Federico Grisone, gentilhomme napolitain publie le premier traité équestre imprimé Gli ordini di cavalcare. Ce traité d'équitation et d'embouchures en italien très apprécié fait l'objet de nombreuses éditions dans toute l'Europe. Il est publié notamment la première fois en français en 1559 sous le titre L'écurie du sieur Frederic Grison et des traductions en espagnol, portugais, allemand et anglais concrétisèrent ce succès.
En 1534, un autre gentilhomme Cesare Fiaschi crée à Ferrare une école d'équitation. Son ouvrage Trattato dell'imbrigliare, atteggiare, & ferrare cavalli, écrit en italien, fait l'objet de nombreuses éditions et de plusieurs traductions françaises sous le titre La manière de bien emboucher, manier et ferrer les chevaux. La première édition en italien de 1556 est dédiée au roi de France Henri II.
En 1560, Giovan Battista Ferraro, écuyer napolitain, publie en 1560 Delle razze, disciplina del cavalcare, e altre cose pertinenti ad essercition cosi fatto. Le traité de son fils, Pirro, Cavallo frenato, est un ouvrage qui fit référence dans toute l'Europe sur l'art de brider.
En 1562, Claudio Corte publie à Venise le traité, Il cavallerizo di Claudio Corte di Pavia. Abordant, selon l'auteur, tous les sujets concernant « les chevaux et le bon cavalier », cet ouvrage est aussi l'œuvre littéraire d'un cavalier et humaniste cultivé.
Écrivain équestre contemporain de Grisone, Pasquale Caracciolo publie en 1566 la première édition de La Gloria del Cavallo. Cet ouvrage innovant de par sa forme encyclopédique a du succès au-delà des frontières de l'Italie.
Marco de Pavari, écuyer de la république de Venise rédige l'Escurie de M. de Pavari vénitien, publié à Lyon en 1581 par Jean de Tournes ouvrage qui le distingue de ses contemporains par un souci manifeste de douceur et de progressivité. Marco de Pavari, écrit un ouvrage dont seule l'édition française demeure. Le texte est particulièrement intéressant en ce qui concerne les races de chevaux et la meilleure façon de les dresser. Pavari expose une méthode basée sur la douceur et une fine approche psychologique, bien éloignée de la brutalité à laquelle, à cette époque, de nombreux historiens font référence. Il constate que les chevaux espagnols sont les plus maniables « avec la plus simple bride qui soit ».
Ottaviano Siliceo publie  en 1598 Scuola de'Cavalieri. L'ouvrage est imprimé à Orvieto par Antonio Colaldi et Ventura Aquilin. Ce texte, d'approche encyclopédique, rappelle les écrits de Pasquale Caracciolo. C'est un livre très rare, divisé en cinq parties: la première traite de la taille des chevaux et de l'élevage, la seconde de l'éducation du cheval, la troisième passe en revue les erreurs pouvant être commises pendant le dressage et les moyens d'y remédier, la quatrième concerne les mors et les différentes embouchures et la cinquième, les races, les ferrures, les joutes et les tournois. Ce livre est dédié au cardinal Pietro Aldobrandini, neveu du pape Clément VIII et parent de Jacopo Aldobrandini, évêque de Troia et nonce apostolique au royaume de Naples (en). Le vicaire de ce dernier est l'archidiacre Felice Siliceo, petit-fils de l'auteur. Le traité fut imprimé après la mort d'Ottaviano par Giovan Battista Siliceo, son neveu, frère de Felice. Dans son ouvrage, Ottaviano précise que Giovan Battista Ferraro fut son premier maître, qu'il servit dans les rangs de l'armée impériale de Charles Quint et participa à la bataille de Pavie. Il prit aussi part à la guerre de Sienne qui s'acheva par la bataille de Scannagallo le 2 août 1554 et combattit en Allemagne.
En 1565, Hippolyte Bonacossa fait imprimer à Venise et à Ferrare  un petit ouvrage qui pose les bases du droit équestre, Tractatus in materia equorum. Ce juriste de formation écrit ainsi le premier livre connu de jurisprudence équestre. Il y étudie tous les cas de litiges et d'accidents qui peuvent survenir avec un cheval, ainsi que les problèmes liés au commerce des équidés. Il n'est pas traduit en français.
Alessandro Massari Malatesta, écuyer et militaire qui vécut à la fin du XVIe et début du XVIIe siècle, écrivit plusieurs ouvrages dont un traité d'équitation, Compendio dell'heroica arte di cavalleria, publié en 1599 à Venise dans lequel il propose un aperçu de l’utilisation de cheval à des fins militaires, à la fois à la guerre et lors des tournois. Il publie aussi des ouvrages sur la chevalerie dont Tractatus de modo equos fraenandi. Cum diversorum fraenorum variis figuris quibus ad praesens omnes bellicosi poluli utuntur ertc, traité sur les raisons et la manière de brider les chevaux, publié à Venise en 1607, puis un traité universel sur l’art militaire en 1623 dans lequel il fait, entre autres, une description de toutes les armées du monde du début des temps jusqu’à la Renaissance, Trattato universale della vera arte militare...
Giovanni de Gamboa, écuyer napolitain élève de Pignatelli, publie en 1606 à Palerme La raggione dell’arte di cavalcare.

## Apports techniques

### Prémices de l'équitation classique à Naples

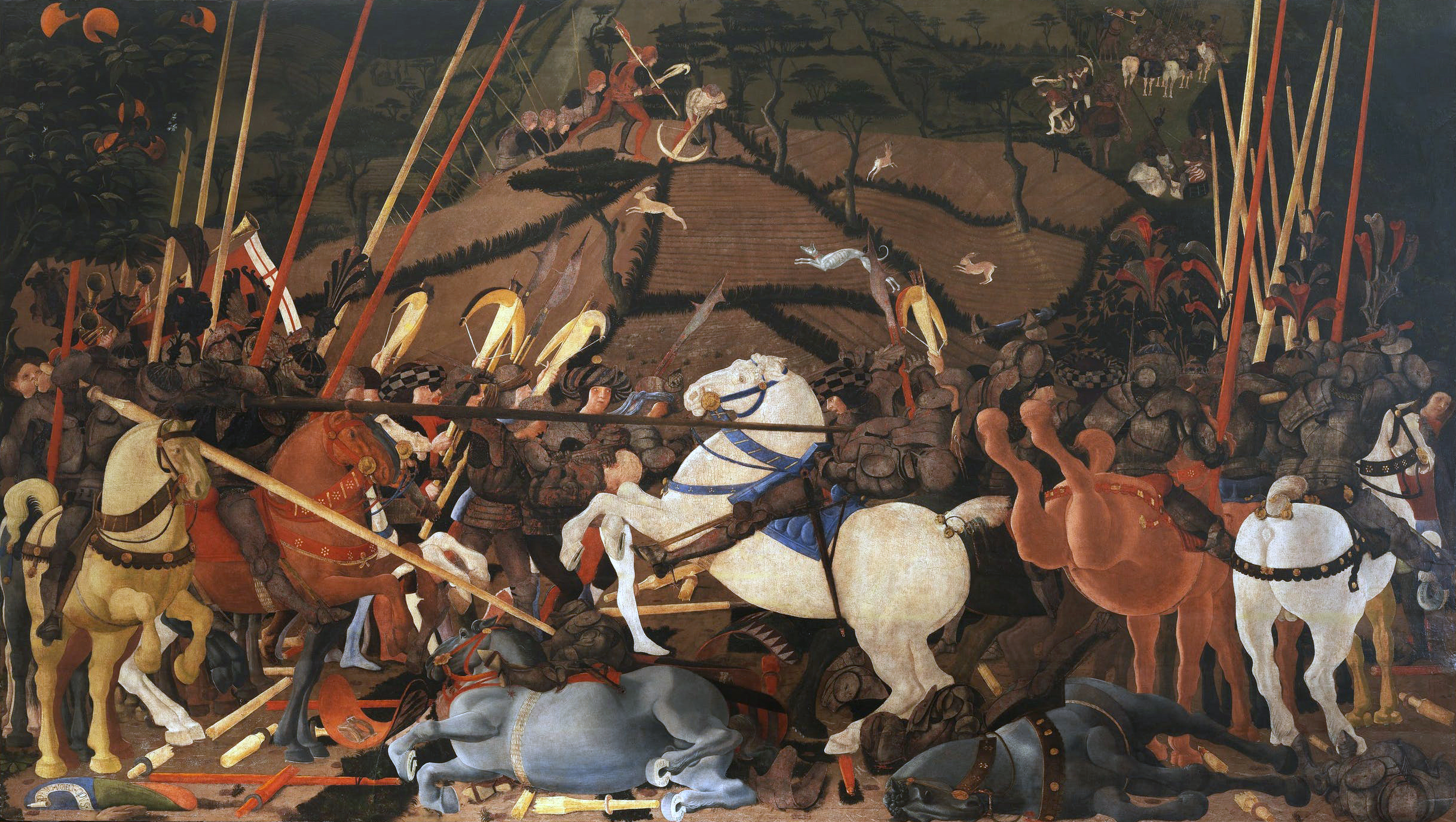
La défaite du camp siennois illustrée par la mise hors de combat de Bernardino della Carda, (~1456) détrempe sur bois de (Galerie des Offices, Florence)

Giuliano Passaro décrit dans son ouvrage datant de 1785 qui est conservé à la Bibliothèque Nationale de Naples, les joutes qui se tiennent sur la Piazza della Sellaria lors du mariage de Ferdinand 1er avec Jeanne d'Aragon en 1477. L'auteur y note que la monture du Duc de Calabre, l'aîné des fils de Ferdinand et de sa première femme Isabelle de Tarente, qui participe au tournoi et « brise quatre lances dorées très dignement », le projette en l'air par ses sauts, preuve évidente que la pratique des sauts d'école a déjà cours au XVe siècle, quatre-vingts années avant la publication du premier traité d'équitation de Federico Grisone. De même, à Florence, dans La défaite du camp siennois illustrée par la mise hors de combat de Bernardino della Carda, l'une des trois peintures qu'il consacre à la Bataille de San Romano, réalisé entre 1438 et 1440, Paolo Uccello peint sur la droite du tableau un magnifique cheval alezan qui exécute une croupade parfaite.
Coletta est le précurseur de tous les grands écuyers napolitains, Federico Grisone, Claudio Corte, Gianbattista Caracciolo, Giovan Battista Ferraro, les quatre frères Respine et Colopagano qui invente les voltes et forme Pagano et Grisone, Pignatelli et Giannotto Contestable.

### Pilier
C'est en Italie à la Renaissance que naît l'emploi du pilier, invention de Gianbatista Pignatelli, qui permit de limiter l'usage de la contrainte et de la force lors du dressage du jeune cheval. On attache celui-ci par le licol ou le caveçon à un pilier, facilitant ainsi sa soumission, puis on le fait tourner autour de ce point fixe en poussant l'arrière-trai à l'aide d'une gaule. Le cheval s'assouplit en décrivant un cercle autour du pilier tout en déplaçant ses hanches soit vers le dehors, soit vers le dedans.

### Canon simple
L'emploi du canon simple modifie considérablement les pratiques équestres. Jusqu'à cette époque, les écuyers pensent qu'il est possible de pallier les défauts physiques des chevaux en adaptant la forme du mors pour en tirer différents effets mécaniques. Sur ce point encore, l'apport de Pignatelli, directeur de l'académie d'équitation de Naples dans la seconde moitié du XVIe siècle est essentiel.

### Géométrie des figures
Le nombre et la mesure sont à la base de l'équitation italienne de la Renaissance. La géométrisation est essentielle au développement et en général à la restitution des pratiques corporelles, à leur notation et à leur transcription écrite. Elle est appliquée à la géométrie des figures et des mouvements exécutés par le cheval et en conséquence, aux postures du cavalier.

### La passade
La passade est la figure de manège fondamentale de l'équitation italienne de la Renaissance. Elle consiste en un aller et retour sur une ligne droite d'environ cinq longueurs de cheval fermée par un demi-tour ou une demi-volte qui ne doit avoir qu'une longueur dans sa largeur. C'est la figure du combat singulier à cheval ayant pour but de pouvoir piquer de l'épée.
En 1556, Cesare Fiaschi décrit les différentes fermetures de la passade dans son Traité de la manière de bien embrider, manier et ferrer les chevaux.
À partir de la passade, Pignatelli élabore un système de dressage et d'assouplissement du cheval, et invente la « volte carrée », figure qui se compose de segments de passades, de demi-passades réunies par des quarts de pirouettes agencées ensemble. La Broue la développe et prend la ligne droite pour réduire la difficulté. Baucher reprend cette idée dans sa dernière méthode, développe la décomposition de la force et du mouvement pour obtenir un équilibre parfait du cheval et sa décontraction sous l'effet des aides. Lorsque le mouvement est mal commencé ou se dégrade au cours de son exécution, il revient à l'immobilité pour traiter chaque résistance et ne reprend le mouvement que lorsque l'équilibre et la décontraction sont revenus. La Guérinière la reformule lorsqu'il développe le travail sur les voltes, transférant ainsi un savoir de la Renaissance au siècle des Lumières.

### Ramener et mise en main

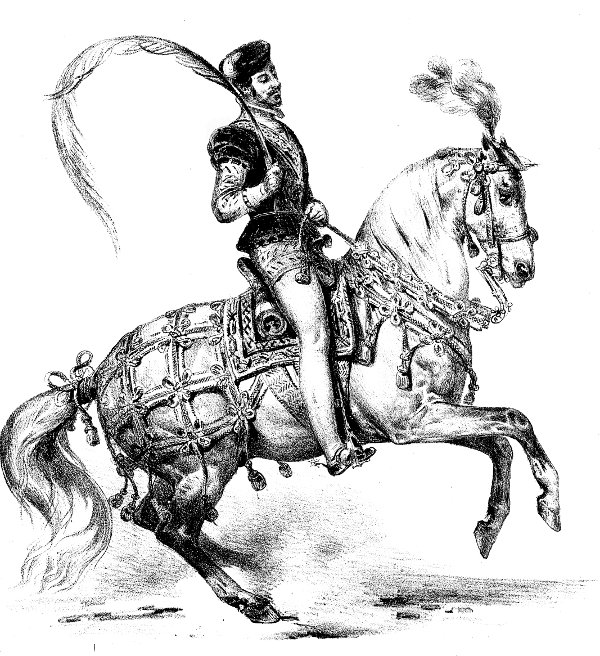
Fiaschi tel qu'il est représenté dans L'histoire pittoresque de l'équitation, Aubry (ed.1843).

Dans son traité d'équitation paru en 1550, Federico Grisone décrit le « ramener » et donne la définition de la mise en main qui est « la décontraction de la bouche dans la position du ramener ». C'est pour lui le fondement de sa doctrine. Ce concept est repris par tous les écuyers dont Baucher, la mise en main permettant d'améliorer le rendement du cheval et même de pallier le manque de qualité de l'animal. Six ans plus tard, Cesare Fiaschi apporte des précisions sur le « ramener », ajoutant à son texte des figures pour montrer les postures du cheval et du cavalier. Il recommande une attitude intermédiaire entre le port au vent et l'enroulement. Pour élever la tête, il utilise le caveçon et rejette l'emploi de l'enrênement fixe. Il associe rassembler, ramener et mobilité de la mâchoire.

### Descente de main
L'emploi de la force et de la contrainte sont rejetés par les écuyers italiens de la Renaissance. La bouche du cheval est considérée comme le premier ressort recevant l'effet de la main du cavalier. Ce ne sont plus les mouvements qui signent le talent de l'écuyer mais la qualité du dressage destiné à rendre le cheval utile à la guerre. Ainsi une « délectation particulière » naît du sentiment que tout est fait avec facilité de la part du cheval comme de celle du cavalier. La Broue préconise que  « le cavalcadour use d'une grande douceur et d'une grande patience […]afin de conserver tant qu'il sera possible, le courage et l'allégresse du jeune cheval, qui est l'une des notables considérations de cest art... ».
Grisone insiste sur la flexibilité de la mâchoire qui rend la relation avec la main du cavalier souple et agréable. Elle a de plus un effet sur l'ensemble du cheval, effet qui sera ensuite exploité et théorisé par François Baucher.

## Elevage

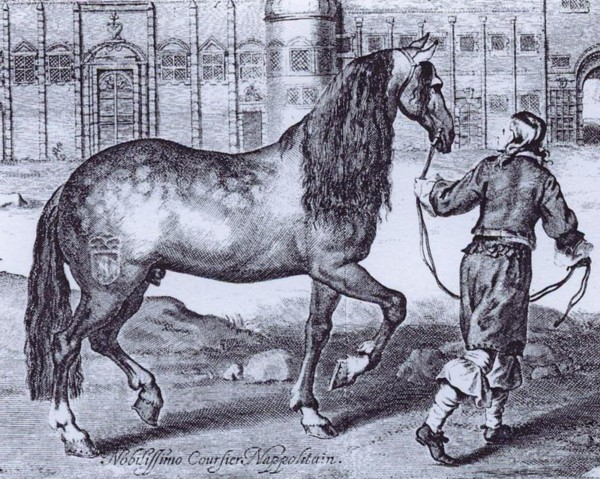
Gravure du XVIIe siècle représentant un cheval napolitain de couleur grise

L'apport des Espagnols en termes d'élevage est particulièrement important. Alphonse V d'Aragon crée ce qu'il nomme des cavallerizze, du castillan caballerizas, sur le modèle de ce qui existe dans son pays natal, qui sont de véritables haras avec pâtures, écuries pour les étalons et les juments, carrières pour entraîner les poulains. Les écuries sont des modèles en matière d'efficacité. Un chroniqueur de l'époque en souligne les dispositifs de sécurité, dont les entrées et les sorties distinctes. Ces cavallerizze sont dirigées par un écuyer qui en détient le magistère. Pendant le règne d'Alphonse V, celui-ci est confié au prince Ferdinand. Dans les haras royaux, sont élevés les chevaux connus d'abord sous l'appellation de « race des rois »  puis « chevaux du royaume de Naples », ou coursiers Napolitains. Ces chevaux de estimés de « grande valeur » sont souvent offerts en cadeau aux souverains d'autres royaumes.

## Influence de la cour de Mantoue
François II de Mantoue, qui régna de 1484 à 1519 était passionné de chevaux et ses écuries étaient réputées. Les prix remportés par ses chevaux de course sont commémorés dans un manuscrit orné des images de ses étalons favoris.
Frédéric II de Mantoue, premier duc de Mantoue, demande à Giulio Romano de représenter en peinture ses coursiers préférés dans la salle réservée aux banquets et aux bals de son palais du Te, dont il est l'architecte et qui est situé aux abords de Mantoue. Les chevaux y sont représentés à fresque, grandeur réelle, de profil, sur un fond en trompe-l'œil. Le nom de quatre d'entre eux demeure lisible: Morel Favorito, Glorioso, Battaglia et Dario.
Tommaso di Cardi, ancien écuyer de Frédéric IIe de Mantoue, arrive à la cour de France en 1529 et devient l'écuyer de François 1er. Sous Henri II, il dirige le haras de Saint-Léger. La présence mantouane est renforcée avec les venues successives de Sigismond Gonzague, cousin du duc, en 1539, puis en 1549 de Louis, fils cadet de Frédéric et futur duc de Nevers, qui est placé auprès du dauphin à l'âge de dix ans. En décembre 1539, cette forte présence entraîne une crise, les fils de François 1er accusant Tommaso de dépeupler les écuries royales au profit du haras de Mantoue.

## Les chevaux du palais Pandone de Venafro

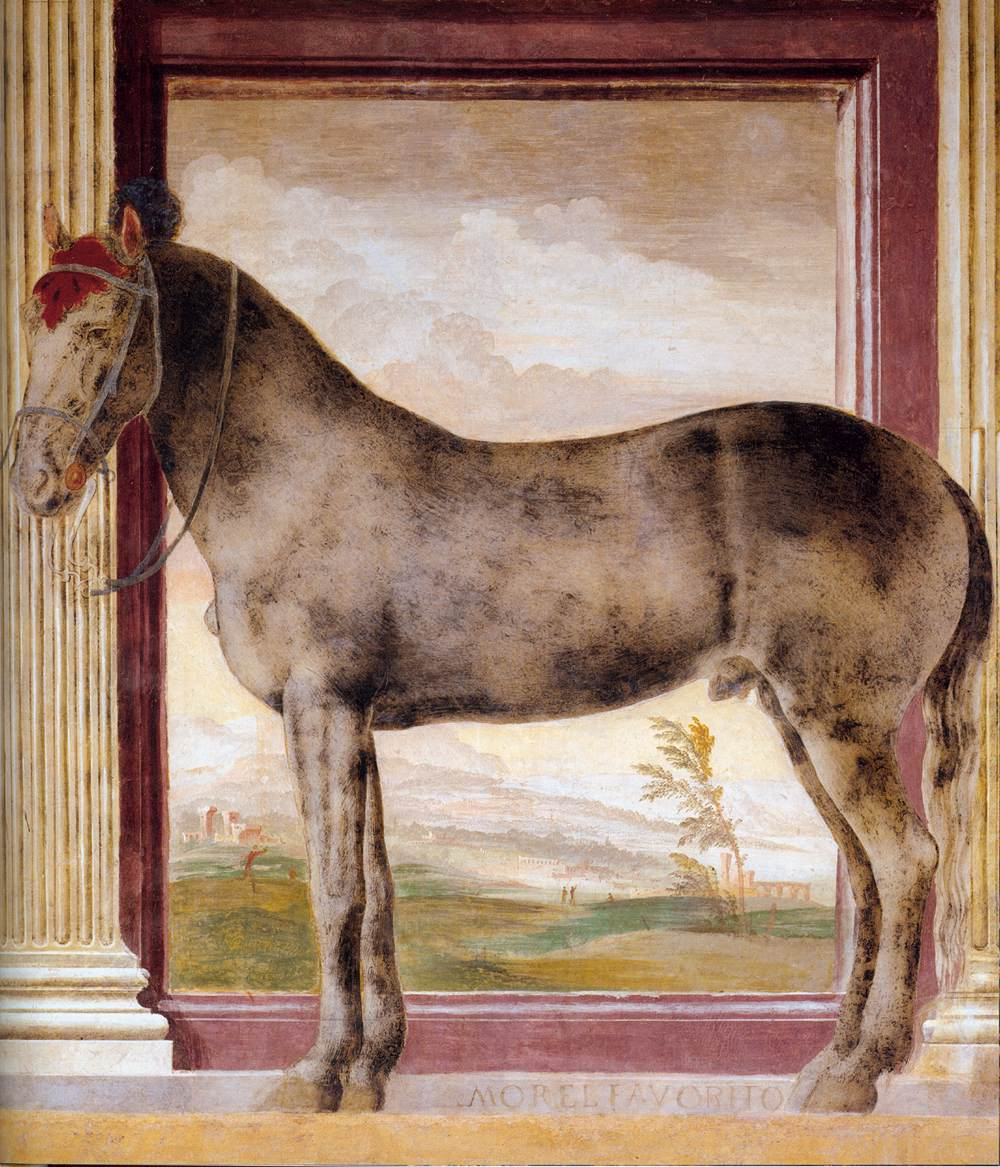
Le cheval « Morel favorito », vers 1526 par Giulio Romano, Palais du Té, Mantoue.

Enrico Pandone, comte de Venafro, fait peindre le portrait des chevaux de son élevage sur les murs de son palais au Molise avant que Frédéric Gonzague le fasse à Mantoue. Né en 1494, il hérite du comté de sa mère, Ippolita de Aragon qui en devient régente à la mort de son mari et pendant la minorité de son fils. La famille Pandone, originaire de Capoue, règne sur une grande partie du Molise. Leurs possessions s'étendent sur toute la vallée de Volturno, le comté de Bojano et sur le nord et l'ouest du massif de Matese. Enrico fréquente les cercles culturels de Naples. En 1514, il épouse Catherine Acquaviva d'Aragon, fille du duc d'Atri. Il participe à la campagne militaire qui repousse les troupes de John Stuart, duc d'Albany et allié des Français, qui, lors des guerres d'Italie atteignent les portes de Rome. Ce fait d'armes lui vaut la reconnaissance de Charles Quint qui le nomme duc de Bojano. Toutefois, lors de la guerre suivante, Enrico rejoint les troupes françaises d'Odet de Foix, vicomte de Lautrec, qui assiègent Naples où elles sont défaites par les Espagnols. Cette trahison lui coûte la vie car il est décapité à Naples le 28 décembre 1528.
Il fait décorer les murs de l'étage noble de son château de Venafro avec des portraits des plus beaux spécimens du haras qu'il entretient au Molise, crée par son père Charles. Des travaux récents permettent de découvrir les peintures d'une vingtaine de chevaux, dix d'entre sont totalement restaurés. Comme à Mantoue, les chevaux sont représentés grandeur nature, de profil, avec leur harnachement complet, somptueusement décoré et orné de sangles et de houppes colorées. L'artiste anonyme qui a réalisé ces peintures, utilise la technique du stiacciato, en traçant d'abord la silhouette du cheval par un stuc en très léger relief sur le plâtre avant d'en peindre les couleurs à fresque.
Quelques-uns de ces chevaux ont une marque visible sur la cuisse, un grand « H », l'initiale de Henricus, entouré d'un carré surmonté par une petite croix. Le harnachement est particulièrement raffiné et les selles sont couvertes d'un riche tissus. Une inscription précise le nom, la race, les caractéristiques et l'âge de chaque cheval, ainsi que la date du portrait. Le dernier est daté du 30 avril 1527. Son utilisation est précisée dans certains cas. Par exemple, le bai appelé Stella est un genet d'Espagne offert en cadeau à Annibale Caracciolo, gentilhomme napolitain, en 1524. Le gris Scorbone représenté lançant une ruade fut aussi donné en cadeau à un autre noble napolitain, Annibale Pignatelli. Offrir leurs meilleurs spécimens comme cadeau aux protecteurs est à l'époque une pratique courante chez les propriétaires de chevaux appartenant à la noblesse. Enrico Pandone offrit encore le gris San George à Charles Quint en remerciement de l'octroi du comté de Bojano en octobre 1522, six années avant qu'il ne paye de sa vie et de la confiscation de toutes ses possessions à cause de son opposition à l'empereur.